# Igreja Presbiteriana Reformada da Índia
A Igreja Presbiteriana Reformada da Índia - IPRI - (em inglês Reformed Presbyterian Church of India  -  RPCI) é uma denominação presbiteriana, estabelecida no Norte da Índia, em 1969, formada pela fusão de missões da Igreja Presbiteriana Reformada da América do Norte, Igreja Presbiteriana Reformada da Escócia, Igreja Presbiteriana Reformada da Irlanda e da Igreja Presbiteriana Bíblica.

## História
Em 1835, o Rev. James R. Campbell, missionário da Igreja Presbiteriana Reformada da América do Norte, começou a evangelizar em Saharanpur. A partir do seu trabalho, nasceram igrejas igrejas presbiterianas. Outros missionários da Igreja Presbiteriana Reformada da Escócia e da Igreja Presbiteriana Reformada da Irlanda também plantaram igrejas na região. O resultado destas missões foi o estabelecimento do Presbitério de Saharanpur, em 1862, vinculada à denominação norte-americana.
Nas décadas de 1930 e 1940, missionários da Igreja Presbiteriana Bíblica também começaram a plantar igrejas no Norte da Índia, levando à formação da Igreja Presbiteriana da Bíblia de Delhi. Em 1969, estas denominações se uniram para formar a Igreja Presbiteriana Reformada da Índia (IPRI).
Desde o início do Século XX, o Rev. Watkins R. Robert iniciou o trabalho missionário no Nordeste da Índia. Em 1979, as missões nesta região formaram a Igreja Presbiteriana Reformada do Nordeste da Índia (IPRNI), que tornou-se uma denominação completamente independente em 1996.

## Doutrina
A IPRNI adota o Credo dos Apóstolos, Confissão de Fé de Westminster, Breve Catecismo de Westminster e Catecismo Maior de Westminster, como sua doutrina oficial. A denominação se opõe a ordenação de mulheres.

## Relações Intereclesiásticas
A denominação é membro da Fraternidade Reformada Mundial e da Conferência Internacional das Igrejas Reformadas. Possui relacionamento de irmandade com as Igrejas Reformadas Liberadas e contato ecumênico com a Igreja Presbiteriana Ortodoxa.
A nível nacional, é membro da Fraternidade Evangélica da Índia e da Fraternidade Presbiteriana e Reformada da Índia.